# Argidava
Argidava är ett släkte av fjärilar. Argidava ingår i familjen mätare.
Kladogram enligt Catalogue of Life:
| Argidava | \| \| Argidava sparsularia \| \| \| \| \| \| Argidava subviduata \| \| \| \| |
|          | \| \| Argidava sparsularia \| \| \| \| \| \| Argidava subviduata \| \| \| \| |
|          | Argidava sparsularia                                                         |
|          |                                                                              |
|          | Argidava subviduata                                                          |
|          |                                                                              |